# Nyzeeländsk spenat
Nyzeeländsk spenat (Tetragonia tetragonoides) är en perenn ört i släktet tetragonior och familjen isörtsväxter. Den beskrevs av Peter Simon Pallas och fick sitt nu gällande namn av Otto Kuntze. Inga underarter finns listade i Catalogue of Life.

## Utbredning
Nyzeeländsk spenat är inhemsk längs den asiatiska Stillahavskusten från Koreahalvön till Vietnam, samt i Australien och på Nya Zeeland, där kapten James Cook upptäckte den 1771 och tog med den hem till Europa. Den odlas som bladgrönsak i stora delar av världen, och har naturaliserats på många platser utanför sitt ursprungliga utbredningsområde.

## Beskrivning
Trots det svenska trivialnamnet är nyzeeländsk spenat inte närmare släkt med vanlig spenat, utan tillhör familjen isörtsväxter (Aizoaceae). Den är flerårig i naturligt tillstånd, men brukar odlas som ettåring, särskilt i kallare klimat. Bladen är köttiga och triangelformade, och växten bildar en förgrenad, utbredd bladmatta. Den blommar sent med små, gula blommor.

## Användning
Nyzeeländsk spenat är ätlig med en tydlig spenatsmak, och kan användas på samma sätt som spenat, både tillagad och färsk. Blad och skottspetsar kan skördas under hela säsongen, ända fram till sen höst. Den bildar inte nitrit lika lätt som den vanliga spenaten.